# 卡帕尔比奥
卡帕尔比奥（義大利語：Capalbio），是意大利格罗塞托省的一个市镇。总面积108.6平方公里，人口4306人，人口密度39.7人/平方公里（2009年）。ISTAT代码为053003。